# Tamairangi
Tamairangi, född okänt år, död 1828, var en maorihövding, regerande drottning över Ngati Ira från ett okänt datum fram till 1828. Hon avled under ett krig med en fientlig stam och blev berömd för den dikt i vilken hon tog farväl av livet.   